# リンカーン・ダグラス論争
| ニューヨーク市のクーパー・ユニオンで演説するリンカーン |  | スティーブン・A・ダグラス |
| ニューヨーク市のクーパー・ユニオンで演説するリンカーン |  | スティーブン・A・ダグラス |

リンカーン・ダグラス論争（リンカーン・ダグラスろんそう、英: Lincoln–Douglas debates）は、1858年にエイブラハム・リンカーンとスティーブン・ダグラスとの間に行われた7回にわたる討論会で行われた論争である。リンカーンはイリノイ州選出アメリカ合衆国上院議員の共和党候補であり、ダグラスは現職上院議員で民主党から再選を求めて出馬していた。リンカーンとダグラスはイリノイ州議会をそれぞれの党が支配できることも求めていた。この論争は、リンカーンが1860年アメリカ合衆国大統領選挙で当選したあとに直面することになる問題を浮き彫りにしていた。7回の討論で議論された主論点は奴隷制度だった。
リンカーンとダグラスはイリノイ州の下院議員選挙区9区のそれぞれで各1回の討論を行うことに決めた。両者は既にスプリングフィールドとシカゴで演説していたので、二人が共に登壇する機会は残りの7選挙区で行うことになった。
討論会は1858年8月21日にオタワ、27日にフリーポート、9月15日にジョーンズボロ、18日にチャールストン、10月7日にゲイルズバーグ、13日にクインシー、15日にオールトンというスケジュールで開催された。
フリーポート、クインシーおよびオールトンでの討論会は特に近隣の州からも大勢の聴衆を呼んだ。これは奴隷制度問題が国中の市民にとって非常に大きな重要性を持っていたからだった。この討論に関する新聞の報道は過熱していた。シカゴの主要紙はそれぞれの討論の全文を収録するために速記者を派遣し、その記事を全国の新聞が多少の党派的編集を加えて全文転載した。ダグラスを支持する新聞は、ダグラスの原稿から速記者が犯した誤りを除去し、文法的な誤りを訂正したが、リンカーンの原稿は転載したままのラフな形態のままとしていた。同様に共和党系の新聞はリンカーンの原稿を編集し、ダグラスの原稿は当初に掲載されたままとした。
リンカーンはイリノイ州選出アメリカ合衆国上院議員選挙で落選した後、討論の全原稿を編集して本にして出版させた。元々の討論が広く報道されたことと、出版した本の売れ行きが良かったことは、1860年にシカゴで開催された共和党全国大会でリンカーンが大統領候補者に指名される要因になった。
討論のやり方は最初の候補者が60分間話し、続いてもう一方の候補者が90分間話す。最後に最初の候補者が30分間の再答弁を行う方式だった。最初に話す者は毎回交替して行った。現職上院議員だったダグラスが計4回の第一話者になった。

## 背景
この論争の前に、リンカーンは、ダグラスが人種の融合に関する恐れを唱道し、数多い人々を共和党から離れさせることに成功していると語っていた。ダグラスは特に民主党に対して、リンカーンはアメリカ独立宣言が白人と同様に黒人にも適用されると言っているので、奴隷制度廃止論者であることを納得させようとしていた。リンカーンは、「愛国者と自由を愛する者の心を結びつける電線」を自明の真実と呼んでいた。
リンカーンはその「分かれたる家演説」で、ダグラスは奴隷制度を全国的なものにする陰謀に加担していると論じた。カンザスとネブラスカでの奴隷制度を禁じていたはずのミズーリ妥協をカンザス・ネブラスカ法によって終わらせたことは、その方向に進む第1ステップであり、「ドレッド・スコット対サンフォード事件」判決は北部州に奴隷制度を広げるための第2ステップだと語っていた。リンカーンは、ドレッド・スコット判決のようなものが繰り返されればイリノイ州を奴隷州にしてしまうという恐れを表明した。
リンカーンもダグラスも反対意見を受けた。リンカーンは元ホイッグ党員だったが、著名なホイッグ党員だったセオフィラス・ライル・ディッキー判事は、リンカーンがあまりに奴隷制度廃止論者に近付き過ぎていると言って、ダグラスを支持した。民主党のジェームズ・ブキャナン大統領は、ダグラスがカンザス準州のルコンプトン憲法を廃案にしたことでダグラスに反対し、ダグラスに票を投じさせないために競合する全国民主党を立ち上げた。

## 論争

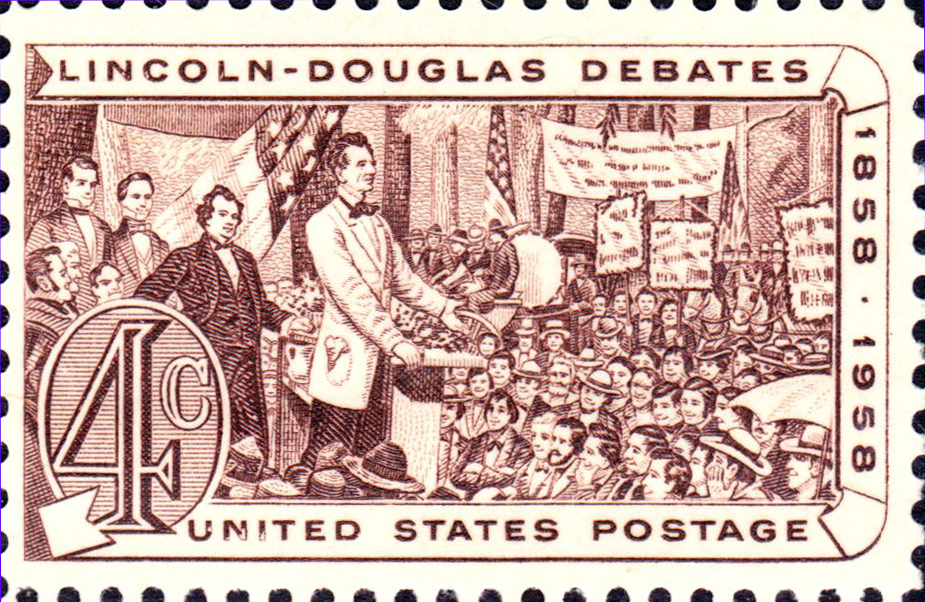
論争から100年後の1958年に発行されたリンカーン・ダグラス論争を記念するアメリカ切手

論争の主テーマは奴隷制度であり、特にアメリカ合衆国の新しい領土に奴隷制度を拡大するかということだった。カンザスとネブラスカでの奴隷制度を禁じていたミズーリ妥協を撤廃し、住民主権の原理に置き換えたのは、ダグラスが主導したカンザス・ネブラスカ法だった。住民主権とは領土の住民が奴隷制度を容認するかどうかを決められるということを意味していた。リンカーンは住民主権では奴隷制度を全国的なものにし、恒久化させると主張した。
ダグラスは、ホイッグ党も民主党も住民主権を信頼しており、1850年妥協はその例であると主張した。リンカーンは、全国的な方針は奴隷制度の拡大を制限することであると論じ、（ジョーンズボロおよび後のクーパー・ユニオン演説で）1787年の北西部条例は現在のアメリカ合衆国中西部の大半で奴隷制を禁じており、これが方針の一例だと語った。
1850年妥協ではユタ準州とニューメキシコ準州には奴隷制度を採用するかどうかを決めさせたが、カリフォルニア州を自由州として加盟させ、テキサス州の境界を調整することで奴隷州の大きさを減らし、コロンビア特別区での奴隷売買を終わらせた（奴隷制度そのものは残った）。その代わりに南部州はアメリカ合衆国憲法で規定されているよりも厳しい逃亡奴隷法を成立させた。ダグラスは1850年妥協がミズーリ州より北と西にあるルイジアナ買収で取得した領土での奴隷制を禁じたミズーリ妥協に置き換わったと言ったが、リンカーンはそれが嘘だと主張し、住民主権とドレッド・スコット判決は過去の方針からの逸脱であり、奴隷制度を全国的なものにしてしまうと主張した。
ダグラスが、リンカーンのような「ブラック共和党」のメンバーが奴隷制度廃止論者であると告発したように、党派的なコメントがあった。ダグラスは証拠としてリンカーンの「分かれたる家演説」を挙げた。
ダグラスは、リンカーンがその演説で「半ば奴隷で、半ば自由の状態で、この国家が永く続くことはないでしょう」と述べていたと、言った。ダグラスは次のように語った（以下の括弧内は議事録にある会場の声を示す）。
ダグラスはまた、「ドレッド・スコット判決」が「黒人から市民の権利と特典を奪う」ので、リンカーンがその判決に反対していることを非難した。そこでリンカーンは「ドレッド・スコット判決」のようなものが出れば、奴隷制を自由州にまで拡大させてしまうことになると回答した。ダグラスは、北部民主党の人気があるイリノイ州のようなところから黒人を排除する州法を撤廃しようとリンカーンが望んでいると非難した。リンカーンは完全な社会的平等性には賛成していなかった。しかし、ダグラスは黒人の基本的人間性を無視しており、奴隷は自由に対する平等な権利が無いとも言った。リンカーンは次の様に語った。
リンカーンさらに次の様にも語った
リンカーンは自身どのようにして奴隷を解放すべきか分かっていなかったと言っていた。黒人の植民地建国の可能性を信じていたが、それは実行不可能だと認めてもいた。植民地建国が無いとすれば、解放された奴隷が「下層民」として扱われるのは間違いだろうが、社会的政治的平等に対しては大きな反対があり、「一般的な感情」は根拠のあるにしろ無いにしろ、事もなく無視はできない。
リンカーンは、ダグラスの言う奴隷制度に対する大衆の無関心は、大衆の感情を奴隷制度を受け入れる方向に向かわせるので、制度拡大に繋がると語った。リンカーンは次の様に語った。
リンカーンは、ダグラスが「奴隷制度は却下されようと採用されようと構わないでいる」と語り、ヘンリー・クレイの言葉を借りれば、「我々の道徳的光を吹き消し」、自由に対する愛を絶やそうとしていると語った。
フリーポートでの討論会では、リンカーンがダグラスに2つの選択肢から選ぶように強いた。そのどちらもダグラスの人気に傷を付け、かつ再選される機会に障害となるものだった。リンカーンはダグラスに人民主権を最高裁判所の「ドレッド・スコット判決」の考え方に合わせるよう求めた。ダグラスは、連邦政府は奴隷制度を排除する権限がないと最高裁判所が言ったとしても、単純に奴隷法や奴隷制を守るために必要な法律の成立を拒むだけで、準州の住民は奴隷制度を排除できると答えた。ダグラスはこの「フリーポート原理」によって南部人と疎遠になり、1860年に大統領になるチャンスを損なった。その結果南部の政治家はカンザスのような準州に奴隷法を要求することで、民主党の北部と南部の会派の間に楔を打ち込むことになった。1858年には多数党だった民主党を分裂させて、1860年大統領選挙ではまだ新しい共和党の候補者リンカーンの当選を南部人は助けたことになった。
ダグラスが人民主権という考え方で国中の支持を得ようとした試みは失敗した。住民の多数が望むところに奴隷制度を認めることで、ダグラスは無節操だと考えたリンカーン率いる共和党からの支持を失った。奴隷制擁護派のルコンプトン憲法を廃案にすること、さらに過半数が反奴隷制度派であるカンザスで奴隷制度を止めさせたフリーポート原理を提唱することで、南部の支持も失った。
チャールストンの討論会の前に、民主党は白人男性と黒人の女性さらに混血の子供を描き、「黒人平等」と文字を入れた旗を掲げた。この討論会で、リンカーンはさらに前にも増して自分が奴隷制度廃止論者という非難を打ち消すことを進め、次の様に語った。
奴隷制度廃止論者になりつつあることを否定するのが有効な政治である一方、アフリカ系アメリカ人で奴隷制度廃止論者のフレデリック・ダグラスは、リンカーンが有色人種に対する一般的な偏見から完全に自由であること」という言葉に注目した。リンカーンが奴隷制度廃止論者になりつつあることを否定したにも拘わらず、スティーブン・ダグラスは、リンカーンが「奴隷制度廃止原理」を語るときにフレデリック・ダグラスに与していると非難した。スティーブン・ダグラスは、「黒人の」フレデリック・ダグラスが「黒人平等と黒人市民権の友人全てはエイブラハム・リンカーン1人の周りに集まる」と告げていると言った。スティーブン・ダグラスはまた、リンカーンが人種的平等を語るときに一貫性の無さも非難し、リンカーンが以前に話した「全ての人は平等に創られている」という宣言は黒人にも白人にもあてはまるという言葉を引き合いに出した。
リンカーンは奴隷制度の拡大が連邦を危険に曝していると語り、1820年のミズーリにおいて奴隷制度で生じた議論が、メキシコから奪った領土に及んで1850年妥協となり、また再度血を流すカンザスで奴隷制度に関する議論になったと述べた。リンカーンは、奴隷制度が究極的な廃絶の道に」乗ったときに危機が来て、通り過ぎると語った。
ゲイルズバーグでは、ダグラスが以下のようなリンカーンの発言を挙げて、再度リンカーンは奴隷制度廃止論者であることを証明しようとした。
オールトンでは、リンカーンが平等に関するその声明について説明しようとした。独立宣言の著者は次のように言っていると語った。
リンカーンは、南部の政治家ジョン・カルフーンやイリノイ州のジョン・プティットがアメリカ独立宣言を「自明の嘘」だと言ったことに対し、独立宣言を支持する姿勢を際だたせた。リンカーンは、アメリカ合衆国最高裁判所長官ロジャー・トーニー（そのドレッド・スコット判決で）とスティーブン・ダグラスがトーマス・ジェファーソンの言う自明の真実に反対し、黒人から人間性を取り去り、大衆心理には彼等が資産に過ぎないというふうに思わせようとしていると語った。リンカーンは奴隷制度が悪として扱われるべきであると考え、その成長を抑えるべきだと考えた。リンカーンは次のように語った。
リンカーンは、討論の中で、ダグラスがマロニエ（"horse chestnut"）を栗毛の馬（"chestnut horse"）と言いなし、イカのイカスミの中に隠れようとしていると喩えるなど数多い様々な表現を使った。ダグラスのフリーポート原理は何もできない主権であり、「飢え死にした鳩の影を茹でて作った医療用のスープのように薄い」と言った。

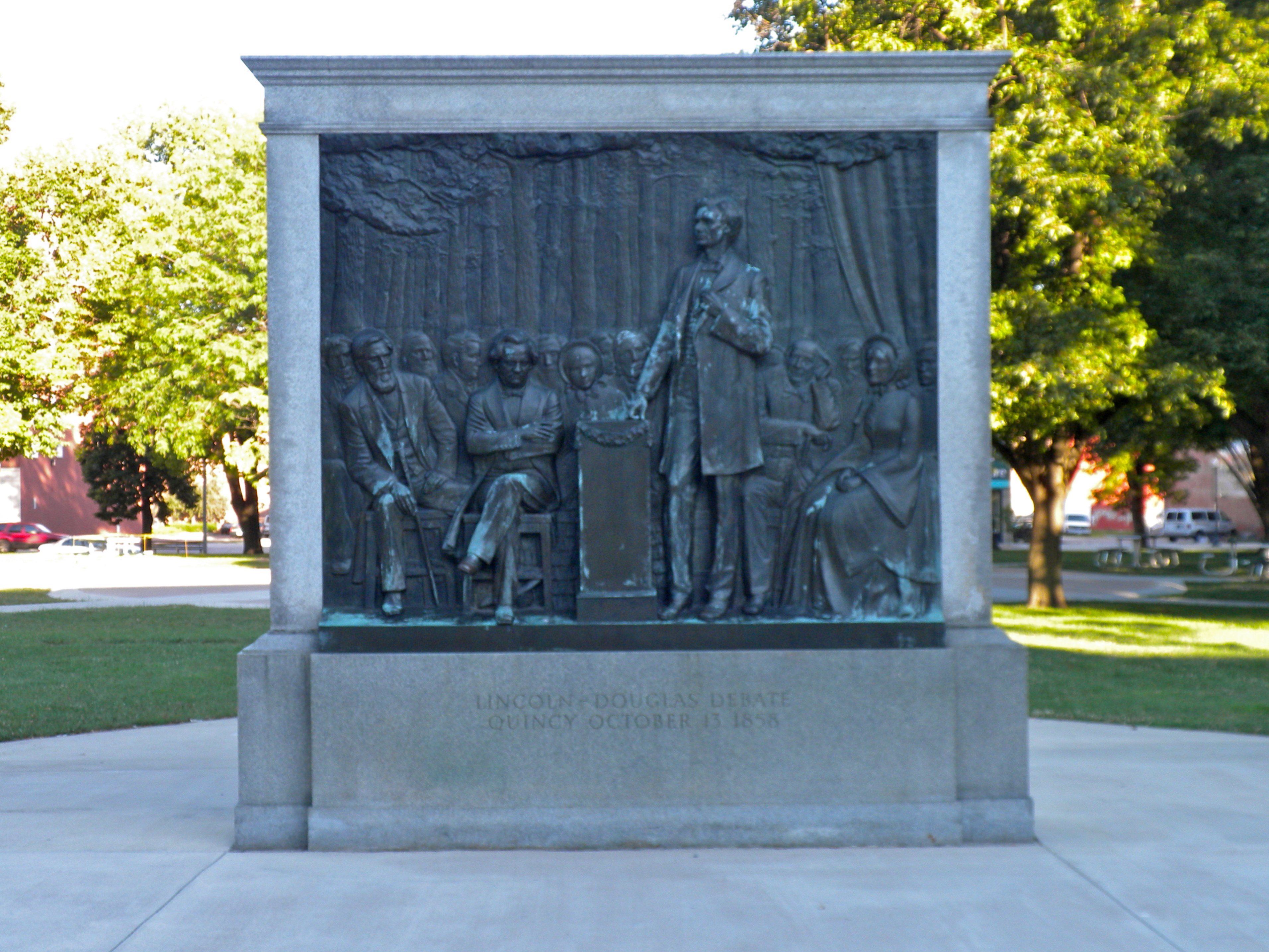
クインシーにある討論の記念碑

## 結果
選挙に関する10月にあった驚くべきできごとは、元ホイッグ党員のジョン・J・クリッテンデンが民主党のダグラス支持を表明したことだった。元のホイッグ党員は投票態度を固定していない層の中でも最大の集団を形成しており、クリッテンデンがやはり元ホイッグ党員であるリンカーンではなく、ダグラスの支持を表明したことは、リンカーンが勝つチャンスを減らした。
11月の選挙では民主党が何とかイリノイ州議会での多数党になったが、得票率は50％を僅かに下回った。州議会はダグラスを再選した。（当時の合衆国上院議員は州議会が選んでいた）。しかし、この討論を全国的な新聞が取り上げたことで、リンカーンは全国に名を知られた人物となり、2年後のアメリカ合衆国大統領選挙では共和党の候補者に指名される可能性が出てきた。実際に候補指名と大統領職をどちらも手に入れ、その過程で北部民主党の大統領候補になったダグラスに勝利することになった。
リンカーン・ダグラス論争の進め方は、今日でも高校やカレッジの討論会で使われており、その名前が方式名になっている。現代の大統領選挙での討論もそのルーツはリンカーン・ダグラス論争にあるが、方式は当初のものからかなり異なるようになってきている。

### 発言
1. ↑  第1回討論、イリノイ州オタワ、1858年8月21日 – リンカーンは次のように語っていた。「その判事（ダグラスのこと）に対して、奴隷制度はある州では80年間も存在しているが、ある州では存在していないと私がしばしば言っていたことを思い出させてくれたとき、私はその事実に同意し、建国の父達が当初決めた制度、すなわち新しい領土では奴隷制度を制限し、奴隷制度が広がるのを封印するために奴隷貿易を禁止することでその供給源を絶つという立場で見ることにより、説明できる。大衆の心は、奴隷制度が究極的な廃絶の過程にあるという信念には拠っていない（「そうだ、そうだ、そうだ」の叫び声）。しかし、最近、私が思うに、ここで判事の動機について何も告発はしないが、最近私が思うに、彼および彼と共に動いている人たちはあの制度を新しい基盤に据え、それが奴隷制度を恒久的かつ全国的なものに見えるようにしていると思う。それが新しい基盤に据えられる一方で、奴隷制度の反対者がこれ以上の制度拡大を止めるまで、また大衆心理が制度の究極の廃絶に向かっていると考えるようになる所に置くまで、この問題は落ち着かないと考えると言っており、これまでも言ってきた。一方で、奴隷制度の提唱者は、古きも新しきも、北部と言わず南部と言わず、全ての州で等しく合法になるまで突き進むことだろう」
2. ↑  第1回討論会、イリノイ州オタワ、1858年8月21日 – スティーブン・ダグラスは次のように語っていた。「1853年から1854年の連邦議会会期で、私はアメリカ合衆国上院に、1850年の妥協手段で採択されていた原則に基づき、カンザスとネブラスカの準州を組織化する法案を提出した。これは1851年のイリノイ州でホイッグ党と民主党に承認され、1852年のホイッグ党と民主党の全国大会で追認されたものだ。カンザス・ネブラスカ法に盛り込まれた原則に関して誤解の無いようにするために、わたしは次の言葉で法の真の意図と意味合いを提示する。『如何なる州でも準州でも奴隷制度を合法化するのではなく、それを排除するものでもなくて、州法や州の制度として奴隷制度を定めるかは、唯一合衆国憲法に従うのみで、その他は完全にその州民に任せられることが真の意図と意味合いである』」
3. ↑  第3回討論会、イリノイ州ジョーンズボロ、1858年9月15日 – リンカーンはダグラスの仲間である民主党員が、アメリカ合衆国憲法を策定した人々の方針は、1787年の北西部条例を初めとして、奴隷制度の拡大を防止することにあると語っていたことに言及した。リンカーンはそれを証明するために次の議事録を使った。「そこで再度、1850年と同じやり方で、ジョリエットで連邦議会予備会議があり、R・S・モロニーを代表に指名し、次の決議を全会一致で採択した『決議、我々は奴隷制度の拡大に断固として反対すること。奴隷制度が既に存在する州の利益を妨げるような反対をする意図はないが、現在自由領域である準州に奴隷制度を拡大することには反対するのが連邦議会の義務であることを、穏やかではあるがきっぱりと主張し、このとき憲法の義務に矛盾しないことと、同朋である州に対しても誠実であることとする。さらにこれらの方針は1787年の条例で認知されており、その条例は我々の信念の偉大な提唱者であり解説者だったと認められているトーマス・ジェファーソンによって認可を受けていた。』」
4. ↑  第1回討論会、イリノイ州オタワ、1858年8月21日 – リンカーンは奴隷制度の拡大を防ぐ方針に戻ることを提案し、「建国の父達が当初設定した姿勢は、奴隷制度が無かった新しい領土ではその制度を制限すること」とした。この見解を特に後のクーパー・ユニオン演説で拡張し、アメリカ合衆国憲法策定者の大半は、1787年条例とミズーリ妥協という手段で奴隷制度の拡大を防止することを決めたと論じた。
5. ↑  第3回討論会、イリノイ州ジョーンズボロ、1858年9月15日 – リンカーンは、「この（1850年）妥協が作られたとき、ミズーリ妥協を撤廃はしなかった。現在のアメリカ合衆国領土の半分に相当する地域、すなわち北緯36度30分より北の地域は、連邦議会の法によって奴隷制度が禁じられているままにした。この妥協は以前のものを撤廃はしなかった。それを撤廃することに影響せず、提案もしなかった。しかし、少なくとも領土委員会の委員長であるダグラス判事が考えた様に（私は彼について何の欠点も見いだせない）、まず1つ、続いて2つのその線より北にある準州政府組織化について法案を提出するのがダグラス判事の任務になってきた。彼がそうすれば、ミズーリ妥協を実質的に撤廃する条項を挿入することでミズーリ妥協は終わることになる。それは1850年妥協がミズーリ妥協を撤廃しなかったからである。そして私は、彼が何故1850年妥協だけにして置けなかったかを問いかける。」と語った。
6. ↑  第1回討論会、イリノイ州オタワ、1858年8月21日 – リンカーンは、「それでは奴隷制度を全国的なものにするには何が必要だろうか？それは単純に新たなドレッド・スコット判決である。単に最高裁判所が、憲法下では連邦議会も準州議会も奴隷制度を排除できないと既に裁定したように、憲法下の如何なる州もそれを排除できないと裁定を下すことである。」と語った。
7. ↑  第3回討論会、イリノイ州ジョーンズボロ、1858年9月15日 – リンカーンは、「この政府が最初に作られたとき、その設立者達の方針は、それまで奴隷制度が存在していなかったアメリカ合衆国の新しい領土までの奴隷制度拡大を禁じることだった。しかし、ダグラス判事とその友人達はその方針を破り、奴隷制度が全国的で恒久的なものになる新しい基準を据えた。私が求め望む全てはその基準をこの政府の設立者達が設定した基準に再度戻すことである。わたしは疑いなく将来永久に奴隷制度は無くなると考えており、それは既に存在する制限内に奴隷制度を制限することで、つまり新しい準州には奴隷制度をもたらさないようにすることで、建国の父達の方針を再度採用しさえすればよいことである。」と語った。リンカーンはさらにダグラスが「建国の父達の方針を変える主導者となってきた」と付け加えた。
8. ↑  第1回討論会、イリノイ州オタワ、1858年8月21日 – ダグラスは共和党の1集団が奴隷制度の拡大と逃亡奴隷法に反対して書いた記事を読み上げ、「さて紳士諸君、あなた方ブラック共和党はこれら命題のすべてに喝采を送ってきた。敢えて私は、これらの1つ1つに賛成していることを言うために、リンカーン氏を出て来させることはできないと言いたい」と語った。
9. ↑  第1回討論会、イリノイ州オタワ、1858年8月21日 – ダグラスは「リンカーンは全ての州で古いホイッグ党を奴隷制度廃止論で固めるために動き、かれは以前と同じように良きホイッグ党員の振りをしていた。さらにトランブルは彼の受け持ち州に行って、その柔らかで軽い方法で奴隷制度廃止論を説き、民主党を奴隷制度廃止論に導こうと努め、民主党員に手錠をかけ、手足を縛って奴隷制度廃止論のキャンプに連れて行こうとしている。それをやるために（共和）党は1854年10月にスプリングフィールドで集会を開き、新しい綱領を宣言した。リンカーンは奴隷制度廃止論のキャンプに古い路線のホイッグ党員を連れて行き、既に彼等の受入準備ができており、新しい信仰の洗礼を行うべく、ギディングス、チェイス、フレッド・ダグラス、およびパーソン・ラブジョイのところに渡した。彼等は新しく結成される共和党の綱領をその機会に制定した。」と語った。
10. ↑  第1回討論会、イリノイ州オタワ、1858年8月21日 – ダグラスはリンカーンの「分かれたる家演説」について次のように語った。「リンカーンは今奴隷制度廃止論という立場を採り、その宣言をしている。彼が上院議員候補に指名されたスプリングフィールド党員集会で行った演説の一部を読ませて欲しい。 そこでは『思うに、この動きは、将来危機にまで押し進められ、それを切り抜けるまではやむことがないでしょう。分かれたる家は立つこと能わず。半ば奴隷で、半ば自由の状態で、この国家が永く続くことはないでしょう。私は連邦が瓦解するのを期待しません。－　家が倒れることを期待するものではありません。私の期待するところは、この連邦が分かれ争うことを止めることです。それは全体として一方のものになるか、あるいは他方のものとなるか、いずれかになるでしょう。奴隷制度反対者が、奴隷制度のこれ以上の蔓延を阻止し、一般人心をして、それが究極には絶滅される運命に置かれたと信じて、安堵せしめるか、あるいは奴隷制度擁護者が、奴隷制度をおし拡めてついには新旧各州に、また南北両地方において、奴隷制度を合法的とするにいたるか、そのいずれかでありましょう（高木八尺、p.43-44）。』と言っている」
11. ↑  第1回討論会、イリノイ州オタワ、1858年8月21日 – リンカーンは、「それでは奴隷制度を全国的なものにするには何が必要だろうか？それは単純に新たなドレッド・スコット判決である。単に最高裁判所が、憲法下では連邦議会も準州議会も奴隷制度を排除できないと既に裁定したように、憲法下の如何なる州もそれを排除できないと裁定を下すことである。それが裁定され、全体に黙従されれば、事は成る」と語った。
12. ↑  第2回討論会、イリノイ州フリーポート、1858年8月27日 – ダグラスはその「フリーポート原理（英語版）」について次のように述べた。「現憲法下で、ある準州に奴隷制度を導入するかしないかという抽象的な疑問に関して、今後最高裁判所が如何様な判決を下したとしても、住民はその望むところに従って奴隷制度を導入するか排除するか合法的な手段をもっているのであり、それ故に地元の警察の規制に支援されなければ、奴隷制度は1日も、1時間たりとも存在できない。警察の規制は地方議会によってのみ確立されるのであり、住民が奴隷制度に反対するならば、その中に制度を導入することを効果的に防ぐ議会に代表を選出することになる。もし導入に賛成であれば、その議会が奴隷制度拡大に賛成するだろう。この抽象的問題に最高裁判所がどのような裁定を下そうと、ネブラスカ法の下では、住民が奴隷制準州とするか自由準州とするかを決める権利は完全なものである。」
13. ↑  チャールストン討論会 — ダグラスは、「北部での彼等の原則は真っ黒、中部ではそこそこ混血の色、エジプト低地ではほとんど白だ。私はジョーンズボロでのリンカーンの演説に含まれる多くの白人感情を賞賛するが、同じ傑出した演説家が州北部で行った演説と対比せざるを得ない」と語った。
14. ↑  第3回討論会、イリノイ州ジョーンズボロ、1858年9月15日 – リンカーンは、「奴隷制度問題で我々が概して比較的平和な状態を保ち、新しい準州に奴隷制度を広げることで喚起されるまでは警鐘の理由がなかったことは価値がある。奴隷制度が現在の境界に制限されている限り、またそれを広げる動きが無い限り、平和が続く。トラブルと動乱の全ては奴隷制度を多くの領土に広げようという動きから起こされてきた。それがミズーリ妥協の時だった。テキサス併合の時がそうであり、メキシコ戦争で領土を獲得した時がそうであり、そして今だ。奴隷制度を拡大しようという時はいつも、扇動と抵抗があった。さて私は聴衆に（その中の数少ない者達は私の政治的友人だ）、国民として、この問題に関する扇動が止む事を期待する理由があるか、扇動を再生する傾向のある理由が実際に働くかを訴える。ミズーリ妥協が生まれた1820年に扇動を生んだのと同じ理由が、テキサス併合などのときに扇動を生み、常に同じ結果になるのだろうか？」と語った。